# Sena de Luna (kommunhuvudort)
Sena de Luna är en kommunhuvudort i Spanien.   Den ligger i provinsen Provincia de León och regionen Kastilien och Leon, i den norra delen av landet, 300 km nordväst om huvudstaden Madrid. Sena de Luna ligger 1 139 meter över havet och antalet invånare är 436.
Terrängen runt Sena de Luna är huvudsakligen kuperad. Sena de Luna ligger nere i en dal. Runt Sena de Luna är det mycket glesbefolkat, med 3 invånare per kvadratkilometer. Närmaste större samhälle är Soto y Amío, 17,9 km söder om Sena de Luna. Omgivningarna runt Sena de Luna är en mosaik av jordbruksmark och naturlig växtlighet.